# Peploptera
Peploptera is een geslacht van kevers uit de familie bladkevers (Chrysomelidae).
De wetenschappelijke naam van het geslacht werd in 1848 gepubliceerd door Jean Théodore Lacordaire.

## Soorten
- Peploptera congoana Medvedev, 1993
- Peploptera dieteri Medvedev, 2005
- Peploptera erberi Medvedev, 2005
- Peploptera holmi Medvedev, 1993
- Peploptera namibica Medvedev, 1987
- Peploptera quadrinotata Medvedev, 1993
- Peploptera trimaculata Medvedev & Kantner, 2002